# Soldadinho-do-araripe
O soldadinho-do-araripe (nome científico: Antilophia bokermanni) é uma ave passeriforme da família Pipridae. O nome bokermanni é uma homenagem ao zoólogo brasileiro Werner Bokermann. É uma espécie em perigo crítico de extinção.
Foi descoberto em 1996 na Chapada do Araripe, Região Nordeste do Brasil. Segundos os seus descobridores, o soldadinho-do-araripe somente é encontrado nos municípios de Barbalha, Araripe, Crato e Missão Velha, todos no Ceará.

## Etimologia
O soldadinho-do-araripe também é conhecido como galo-da-mata, cabeça-vermelha-da-mata e lavadeira-da-mata.
O nome soldadinho-do-araripe foi selecionado como nome vernáculo técnico para a espécie Antilophia bokermanni pelo Comitê Brasileiro de Registros Ornitológicos (CBRO) em 2021. Este nome vernacular alude a região onde foi encontrado, a chapada do Araripe,

## Características
O soldadinho-do-araripe mede aproximadamente 14,5 cm. Machos e fêmeas apresentam um forte dimorfismo sexual no que diz respeito a cor da plumagem. Os machos são predominantemente brancos, com penas pretas que se estendem das asas ao dorso e cabeça vermelha. As fêmeas são principalmente da cor verde oliva e apresentam um reduzido penacho verde na cabeça.[carece de fontes?]
A plumagem da cabeça em forma de elmo deu origem ao nome soldadinho.[carece de fontes?]

## Ameaças
Em 2003, de acordo com BirdLife International, havia uma população de 49 a 250 indivíduos. Já em 2004 a estimativa cai para menos de 250, cujos dados foram baseados na descoberta de 43 machos. Em 2000, parte do seu habitat foi destruído. As árvores cortadas foram substituídas por plantações de banana.[carece de fontes?]